# Казанський район
Каза́нський район (рос. Казанский район) — муніципальний район у складі Тюменської області, Росія. 
Адміністративний центр — село Казанське.

## Географія
Район представляє собою територію довжиною 65,4 км і шириною 57 км, орієнтовану з півночі на південь. Розташований в заплавах річок Ішим і Алабуга, має спільні кордони з Ішимським, Бердюзьким та Сладковським районами області, а на півдні — з Республікою Казахстан.
78 % території району займають землі сільськогосподарського призначення, 16 % території займають ліси, 3,2 % — річки і озера, 1,8 % — землі поселень.

## Історія
Казанський район утворений 10 червня 1931 року у складі Уральської області з території ліквідованого Ільїнського району (Афонькинська, Баландінська, Благодатнівська, Боровлянська, Вакарінська, Великоярківська, Грачівська, Дубинська, Єльцовська, Ільїнська, Казанська, Копотіловська, Новоалександровська, Новогеоргієвська, Пешньовська, Синицинська, Сладчанська, Яровська) та 9 сільрад Ларіхинського району (Великоченчерська, Воронинська, Гагар'ївська, Дальнотравнинська, Клепиковська, Ларіхинська, Неживовська, Новопокровська, Новотравнинська, Огньовська, Песьяновська, Селезньовська, Смирнівська, Чирковська). 17 червня 1934 року район увійшов до складу Челябінської області, а вже 7 грудня — до складу Омської області. 14 серпня 1944 року район увійшов до складу новоствореної Тюменської області, були ліквідовані Баландінська, Благодатнівська, Боровлянська, Вакарінська, Грачовська, Дальнотравнинська, Єльцовська, Неживовська, Новоалександровська, Новогеоргієвська, Синицинська, Сладчанська та Чирковська сільради, Новопокровська та Ченчерська сільрада об'єднані в Великоченчерську. 14 червня 1957 року ліквідована Копотіловська сільрада, 23 серпня — Гагар'ївська сільрада.
1 лютого 1963 року район укрупнено за рахунок території ліквідованого Маслянського району та перейменовано в Казанський сільський район. 12 січня 1965 року райони знову були повернуті до передніх кордонів. 16 липня 1970 року село Казанське отримало статус селища міського типу, Казанська сільрада перетворена в Казанську селищні раду, утворено Челюскінську сільраду, Селезньовська сільрада перейменована в Гагар'ївську. 31 жовтня 1983 року утворено Чирківську сільраду. 10 травня 1988 року утворено Новоселезньовську сільраду. 21 листопада 1991 року Казанському повернуто статус села.

## Населення
Населення району становить 21248 осіб (2020; 21622 у 2018, 22490 у 2010, 23978 у 2002).
Національний склад досить різноманітний. На території Казанського району проживають представники багатьох національностей. За підсумками перепису населення в районі проживають:
- Росіяни — 88,6 %, розселені по усьому району;
- Казахи — 4,7 %, чисельність казахського населення в останні роки зросла. Зростання відбувається як за рахунок природного руху, так і за рахунок міграції з інших місць, перш за все з Казахстану;
- Німці — 3,1 %, на відміну від російського та казахського населення німці влаштувалися в районі у 1941 році;
- Представники інших національностей — 3,6 %.

## Адміністративно-територіальний поділ
На території району 13 сільських поселень:
| Поселення                           | Площа, км² | Населення, осіб (2002) | Населення, осіб (2010) | Населення, осіб (2018) | Населення, осіб (2020) | Центр         | Населені пункти |
| ----------------------------------- | ---------- | ---------------------- | ---------------------- | ---------------------- | ---------------------- | ------------- | --------------- |
| Афонькинське сільське поселення     | 269,41     | 1183                   | 1065                   | 955                    | 933                    | Афонькино     | 4               |
| Великоченчерське сільське поселення | 238,12     | 1011                   | 873                    | 734                    | 676                    | Велика Ченчер | 4               |
| Великоярківське сільське поселення  | 203,42     | 1315                   | 1286                   | 1178                   | 1159                   | Великі Ярки   | 3               |
| Гагар'ївське сільське поселення     | 83,43      | 669                    | 575                    | 552                    | 550                    | Гагар'є       | 1               |
| Дубинське сільське поселення        | 514,36     | 2375                   | 1869                   | 1603                   | 1505                   | Дубинка       | 5               |
| Ільїнське сільське поселення        | 333,90     | 2567                   | 2511                   | 2402                   | 2340                   | Ільїнка       | 4               |
| Казанське сільське поселення        | 197,36     | 9484                   | 9544                   | 9926                   | 9928                   | Казанське     | 3               |
| Огньовське сільське поселення       | 144,83     | 1110                   | 1054                   | 994                    | 979                    | Огньово       | 3               |
| Пешньовське сільське поселення      | 228,76     | 1026                   | 843                    | 737                    | 716                    | Пешньово      | 2               |
| Смирнівське сільське поселення      | 130,34     | 647                    | 638                    | 570                    | 554                    | Смирне        | 2               |
| Челюскінське сільське поселення     | 379,23     | 983                    | 721                    | 594                    | 558                    | Челюскінців   | 5               |
| Чирківське сільське поселення       | 145,18     | 656                    | 604                    | 553                    | 552                    | Чирки         | 2               |
| Яровське сільське поселення         | 226,20     | 955                    | 907                    | 824                    | 798                    | Яровське      | 2               |

- 2017 року було ліквідоване Новоселезньовське сільське поселення, територія увійшла до складу Казанського сільського поселення[5].

## Найбільші населені пункти
Населення пункти з чисельністю населення понад 1000 осіб:
| № | Населений пункт | Населення, осіб (2002) | Населення, осіб (2010) |
| - | --------------- | ---------------------- | ---------------------- |
| 1 | Казанське       | 5889                   | 5932                   |
| 2 | Новоселезньово  | 3399                   | 3408                   |
| 3 | Ільїнка         | 1568                   | 1592                   |
| 4 | Великі Ярки     | 1051                   | 1052                   |